# Chadema
De Partij voor Democratie en Vooruitgang (Swahili: Chama cha Demokrasia na Maendeleo, Chadema) is een gematigd conservatieve en liberale partij in Tanzania die in 1992 werd opgericht en zich heeft ontwikkeld tot de voornaamste oppositiepartij in het land.
De Chadema werd op 28 mei 1992 opgericht als een brede volksbeweging samengesteld uit verschillende conservatieve en christendemocratische partijen die gekant waren tegen de politieke hegemonie van de Chama Cha Mapinduzi (CCM), tot februari 1992 de enige toegestane partij. Anders dan de CCM streeft Chadema van meet af aan naar een snelle economische liberalisering van Tanzania, terwijl de CCM voorstander is van geleidelijke veranderingen. De partij staat als sinds haar oprichting onder leiding van Freeman Mbowe die in 2005 en 2015 presidentskandidaat was. In 2014 vormde een groep van voormalige Chadema-leden rond Zitto Kabwe de linkse partij Alliance for Change and Transparency (ACT), momenteel de derde partij van het land.
Bij de presidentsverkiezingen van 2015 steunde de partij de kandidatuur van oud-premier Edward Lowassa. Deze keuze was opmerkelijk omdat de Chadema Lowassa in het verleden corrupt had genoemd.
De Chadema is aangesloten bij de Afrikaanse Democratische Unie.

## Zetelverdeling
| Jaar | %     | Zetels | Totaal |
| ---- | ----- | ------ | ------ |
| 1995 | 6,16  | 4      | 285    |
| 2000 | 4,23  | 5      | 285    |
| 2005 | 8,2   | 11     | 324    |
| 2010 | 23,86 | 48     | 350    |
| 2015 | 31,75 | 70     | 367    |

## Verwijzingen
1. 1 2  O. Mohammed: Tanzania’s ex-PM is running for president with the party that once called him corrupt, Quartz Africa 30 juli 2015
2. ↑  Konrad Adenauer Stiftung. Gearchiveerd op 8 oktober 2022.